# 甲申三百年祭
《甲申三百年祭》，1944年郭沫若作品。

## 濫觴
1944年甲申年，距離李自成甲申之變300週年，亦即明朝滅亡300週年。郭沫若在重慶撰寫此文，1944年3月10日脫稿，全文近16000字，3月19日至22日，重庆《新华日报》全文连载，後來延安的《解放日报》亦有转载。书中指出，起义军首领入北京后，“似乎都沉沦进了过分的陶醉里去了”，“纷纷然，昏昏然，大家都象以为天下就已经太平了的一样”，最後李自成在湖北通山县九宫山遭地主武装殺害。目的在以借由李自成的失敗，要求中國共產黨高級領導記取歷史教訓，不能重蹈李自成覆轍。
1944年4月12日毛泽东在延安高级干部会议上強調：“近日我们印了郭沫若论李自成的文章，也是叫同志们引为鉴戒，不要重犯胜利时骄傲的错误。”

## 影響
甲申三百年祭之後，類似的文章相當踴躍，後來又有刘亚洲的《甲申再祭》，曾節明的《甲申三百年再祭》，李剑峰的《甲申三百六十年再祭》。從後續的文章看起來，甲申三百年祭這篇文章有極大的局限性，全文大量引用《明季北略》、《明季南略》、《明亡述略》、《甲申传信录》、《烈皇小识》、《剿闯小史》、《芝龛记》等筆記，在考證史實上有不少失誤，很不真实。周振林說：“《祭》文政治上的缺陷表现在内容上没走出封建主义的阴影。”

## 批評
顧誠在《南明史》中認為李自成大順政權所以未能在燕京站住腳，絕非領導變質，失去了群眾支持。恰恰相反，大順軍政權的失敗在於它「未完成質變」，繼續執行打擊官紳地主的政策，引起士紳的強烈不滿。加之「軍事部署嚴重失誤」，導致滿洲貴族與漢族官紳勾結在一起，構成了對大順軍的壓倒優勢，「說李自成等大順軍領導人因驕致敗，是指他們目光淺短，驕傲輕敵，而決不能解釋為他們驕奢淫逸。」
1944年4、5月间，豫中会战溃败，陈诚兼任第一战区司令长官，收拾残局，其在回忆录中结合当时时局评价郭的《甲申三百年祭》：
“郭沫若当时写了一篇《甲申三百年祭》的论文，在报章上发表，极轰动一时。他说明亡于崇祯十七年甲申（一六四四），至民国三十三年（一九四四），岁次甲申，适为三百年。他把民国三十三年之甲申，比成崇祯十七年之甲申，明朝败亡现象，现又一一复见于今日。危言耸听，在他当然别有用心，但是当日一般失败主义者，和他同有此感的人，确实也不在少数。所以郭文之轰动，正因为它对时局的看法，有相当的代表性，并非全出偶然。”